# Робартс, Джон
Джон Ро́бартс (англ. John Robarts; 11 января 1917, Банф — 18 октября 1982, Торонто) — государственный и политический деятель Канады. С 8 ноября 1961 года по 1 марта 1971 года занимал должность премьер-министра провинции Онтарио.

## Биография
Родился 11 января 1917 года в канадском городе Банф, провинция Альберта. В 1931 году переехал в Лондон (провинция Онтарио), где в 1939 году окончил Университет Западного Онтарио. В годы Второй мировой войны проходил службу в военно-морском флоте Канады. После окончания войны продолжил учёбу в юридической школе в Торонто. В 1950 году вернулся в Лондон и был избран олдерменом, а в 1951 году стал членом Законодательного собрания Онтарио от Прогрессивно-консервативной партии Онтарио. В 1959 году стал министром образования Онтарио.
8 ноября 1961 года Джон Робартс был приведён к присяге в качестве премьера-министра Онтарио. Он был убеждённым сторонником защиты прав человека и в 1962 году под его руководством в провинции был принят Кодекс прав человека Онтарио. 1 марта 1971 года ушёл в отставку, на его должность был назначен Билл Дэвис. В 1981 году перенёс инсульт во время поездки в США. 18 октября 1982 года скончался в Торонто от последствий инсульта.